# Kurt Vangompel
Kurt Vangompel (Bree, 20 september 1973 – Genk, 17 mei 1995) was een Belgisch profvoetballer. Hij was actief als aanvaller bij KV Mechelen (1992-1994) en Antwerp FC (1994-1995) en speelde in totaal 81 wedstrijden in Eerste klasse. Vangompel overleed op 21-jarige leeftijd aan de gevolgen van een auto-ongeluk.